# Публий Корнелий Сула
Публий Корнелий Сула (на латински: Publius Cornelius Sulla) е римски политик от 1 век пр.н.е. Произлиза от клон Сула на рода Корнелии и е роднина с Луций Корнелий Сула.
Публий Сула е избран за консул за 65 пр.н.е. заедно с Публий Автроний Пет, но след това са обвинени от сина на загубелия при консулските избори Луций Манлий Торкват и осъдени заради ambitus (подкуп). Те са изхвърлени от Сената и подменени от двама нови консула, Луций Аврелий Кота и Луций Манлий Торкват. Сула се оттегля в Неапол. След това към края на 66 пр.н.е. се образува заговор, така нареченият Заговор на Катилина, с цел анулирането на изборите да е невалидно, в който той участва.
През 62 пр.н.е. той отново е обвинен от Луций Манлий Торкват, но е обявен за невинен, благодарение на защитата му от Квинт Хортензий и Цицерон.
При борбите между Публий Клодий Пулхер и Тит Аний Мило през 57 пр.н.е. къщата му служи за главна квартира на Клодий. По време на гражданската война между Гай Юлий Цезар и Помпей Велики той е на странаата на Цезар и командва защитата на цезарианския лагер по време на битката при Дирахиум. При Фарсала той командва дясното крило на цезарианците. След гражданската война той забогатява отново чрез продажба на имотите на преследваните.